# Harvest Moon DS: Grand Bazaar
Harvest Moon DS: Grand Bazaar (牧場物語　ようこそ！風のバザールへ Bokujō Monogatari: Yōkoso! Kaze no Bazaar e, Ranch Story: Welcome! to Wind's Bazaar) là một trò chơi điện tử nhập vai mô phỏng nông trại do Marvelous Interactive phát hành vào ngày 18 tháng 12 năm 2008 tại Nhật Bản, Natsume phát hành ngày 24 tháng 8 năm 2010 ở Bắc Mỹ và Rising Star Games phát hành ở Châu Âu vào ngày 30 tháng 9 năm 2011.
Đây là trò chơi thứ mười chín trong loạt Story of Seasons và là trò chơi thứ năm trong loạt dành cho hệ máy Nintendo DS. Người chơi sẽ vào vai một nông dân, trồng trọt, chăn nuôi và kết bạn, với nhiệm vụ phát triển nông trại vì lợi ích của thế giới trong game.

## Cốt truyện
Thị trấn Zephyr từng có một khu chợ nổi tiếng thế giới. Nơi đây, những người mua sắm đến từ những vùng đất xa xôi sẽ tụ tập để mua hàng từ các gian hàng của thị trấn. Thật không may, khu chợ sầm uất đã không còn được như xưa và đang rơi vào cảnh tuyệt vọng, rất ít du khách ghé qua hay tụ tập hàng tuần. Người chơi vừa mới chuyển đến Thị trấn Zephyr để tiếp quản trang trại ở ngoại ô thị trấn, và hy vọng với sự chăm chỉ và nỗ lực của người chơi, khu chợ nổi tiếng của thị trấn có thể được hồi sinh và trở nên hoành tráng một lần nữa.

## Cách chơi
Các nút điều khiển chuyển động trong Grand Bazaar là bàn phím định hướng và các nút trên Nintendo DS. Màn hình cảm ứng dưới cùng chỉ được sử dụng để điều hướng qua ba lô hoặc kho lưu trữ của người chơi và thậm chí sau đó người chơi không cần phải sử dụng bút cảm ứng.
Grand Bazaar cho phép người chơi lựa chọn nhập vai nam hoặc nữ. Sự lựa chọn giới tính sẽ quyết định những ứng cử viên kết hôn sau này.
Bên cạnh việc trồng trọt trong trang trại, người chơi có thể chăm sóc bò, cừu và gà. Các vật phẩm mà người chơi trồng trong trang trại có thể được chế biến bằng ba chiếc cối xay gió đặc biệt của thị trấn. Những chiếc cối xay gió được Isaac chăm sóc và anh ấy sẽ từ từ sửa chữa chúng sau khi bạn hoàn thành các phần cần thiết trong trò chơi. Cối xay gió thứ nhất dùng để lên men các món như dưa chua, pho mát và rượu vang. Cối xay gió thứ hai dùng để chế tạo các mặt hàng không ăn được như đồ trang sức, dụng cụ và len. Cối xay gió thứ ba là để chế biến cây trồng trở lại thành hạt hoặc làm nước hoa.

## Tiếp nhận
Metacritic có điểm tổng hợp là 68/100 từ 17 bài đánh giá cho Harvest Moon DS: Grand Bazaar.
Nintendo Power đánh giá trò chơi 6/10 điểm, nói rằng "Mặc dù đây là tựa game Harvest Moon thứ năm cho hệ máy DS, nhưng không có nhiều thay đổi trong Harvest Moon: Grand Bazaar."
Keza MacDonald của Eurogamer cảm thấy trò chơi không có bước đột phá nhưng là phiên bản Harvest Moon di động tốt hơn so với các bàn gần đây và phần chơi mạng là một sự phát triển đầy hứa hẹn, nhưng vẫn đang chờ đợi một Friends of Mineral Town khác.